# 충주 지씨
충주 지씨(忠州 池氏)는 충청북도 충주시를 본관으로 하는 한국의 성씨이다.

## 역사
《충주지씨족보(忠州池氏族譜)》에 의하면 시조 지경(池鏡)은 중국 송(宋)나라 홍농(弘農) 사람으로 960년(광종 11) 태학사(太學士)로서 봉사관(奉使官)이 되어 고려에 사신으로 왔다가 정착하여 벼슬이 금자광록대부(金紫光祿大夫) 태보평장사(太保平章事)에 이르렀다. 시조 지경의 묘는 평안도 중화군 당악산 화산정에 있다.
2세 찬성사 지해관(池海貫), 3세 부원수 지영(池瀛), 4세 평장사 지득상(池得尙)이다. 6세 지종해(池宗海)가 1071년(문종 25년) 문하시랑평장사(門下侍郞平章事)로 충원백(忠原伯)에 봉해지면서 충주(忠州)를 본관으로 한다. 
10세 지자심(池資深)은 고려 신종 때 경상도 안찰사(按察使)를 지냈다.
15세 지윤(池奫)이 공민왕 때 판숭경부사(判崇敬府事)를 지내고, 우왕 때 문하찬성사(門下贊成事)·판판도사사(判版圖司事)가 되어 재상에 올랐다. 지윤의 딸은 조선 태조의 장남 진안대군(鎭安大君)비 삼한국대부인(三韓國大夫人) 충주 지씨이고, 성빈 지씨와 숙의 지씨는 정종(定宗)의 후궁이다.
16세 지용수(池龍壽)는 1365년(공민왕 14년) 상원수(上元帥)를 거쳐 1366년 첨의평리(僉議評理) 지문하성사(知門下省事)를 역임하였으며, 서북면상원수 겸 평양윤(平壤尹)이 되었다.
17세 지용기(池湧奇)는 공민왕 때 삼사우윤을 지내고, 우왕 때 예의판서를 거쳐 문하평리(門下評理)로서 왜구를 격퇴하였으며, 1389년(공양왕 1) 문하찬성사(門下贊成事)에 올랐다. 충원부원군(忠原府院君) 지용기의 아들 지유용(池有容)은 조선 세종 때 판의주목사(判義州牧使)를 역임하였다. 
지용도(池龍圖)의 6세손 지정(池淨)은 단종 때 우의정 정분(鄭苯)의 생질로서 충청도병마절도사에 제수되었으나, 계유정난 때 수양대군 일파에 의해 교살되고, 이조판서에 증직되었다. 
성종 때 현감(縣監) 지준(池浚)이 영의정 윤필상의 사위가 되었고, 그의 현손인 지여해(池汝海)는 병조참판, 지덕해(池德海)는 도승지에 추증되었다. 지용기의 10세손인 지계최(池繼崔)는 인조 때 이괄의 난을 진압하여 진무공신에 책록됐다.

## 기원
《황명만성통보(皇明萬姓統譜)》와 《운부군옥(韻府群玉)》에 『지씨(池氏)는 서하(西河 : 중국 하북성)에서 나서 거주지(居住地)의 이름으로 성(姓)을 삼으니 치음(徵音)에 속(屬)한다.』 하였다.
《성씨비고(姓氏備考)》에는 『서하(西河)는 경치 좋은 곳으로 계속하여 물이 맑게 흐르는데 진(秦)과 송(宋)나라에서 으뜸인 고장으로 지자화(池子華)는 진(秦)나라 승상(丞相)이었고, 지몽리(池夢鯉)는 송(宋)나라 함순(咸淳:南宋-1265~1574)년간에 특별과거에 장원급제(壯元及第)하였으며, 한(漢)나라 지원(池瑗)은 중모령(中牟令)으로 현인(賢人)로 이름이 낫고, 송(宋)나라 지광정(池光庭)은 진사(進士)로 문학(文學)으로써 이름을 떨쳤는 바 모두 장계(長溪) 사람이다.』 하였다.

## 분파
충주 지씨는 크게 11파로 분파되는데, 17세손 지용기를 파조로 하는 충의군파(忠義君派)가 충주 지씨 인구의 80% 이상을 차지한다.
- 충의군파(忠義君派) 파조 17세 지용기
- 판관공파(判官公派) 파조 15세 지윤
- 주서공파(注書公派) 파조 15세 지정
- 태학사공파(太學士公派) 파조 17세 지용하
- 판형공파(判形公派) 파조 17세 지천봉
- 주서명천공파(注書明川公派) 파조 17세 지을현
- 봉사영흥공파(奉事靈興公派) 파조 17세 지을생
- 낭장공파(左營公派) 파조 12세 지일삼
- 충주 어씨 시조 어중익(魚重翼)은 충주 지씨 6세손이다.[6]

## 인물
- 지자심(池資深, 1149년 ~ ?) : 고려 명종 때 낭장(郎將)을 지내고, 신종 때 경상도 안찰사, 호부시랑, 평장사를 지냈다. 외손자는 중서시랑평장사(中書侍郎平章事) 채송년(蔡松年).

- 지윤보(池允輔, ? ~ 1295년) : 권문세가인 경원 이씨 이덕손(李德孫)과 사돈을 맺었다. 1282년 대장군으로서 2등공신이 되어 전민(田民)을 하사받고, 지첨의부사(知僉議府事)에 이르렀다.[7]

- 지윤(池奫, ? ∼ 1377년) : 15세손. 공민왕 때 판숭경부사(判崇敬府事)가 되었으며, 서북면원수·경상도상원수 등 지휘관에 임명되었다. 우왕 때는 문하찬성사(門下贊成事)·판판도사사(判版圖司事)가 되어 재상에 올랐으며, 이인임·최영 등과 국정을 논하였다. 아들 지익겸은 대장군이고, 큰 딸은 조선 태조 이성계의 장남인 진안대군과 결혼하였다. 둘째와 셋째 딸은 조선 제2대왕 정종과 혼인한 성빈 지씨와 숙의 지씨이다.

- 지용수(池龍壽, 1313년 ~ ?) : 16세손. 시중 평장사(侍中平章事) 지환(池桓)의 아들. 고려 충목왕 때 현릉직(顯陵直)으로 보임되었고, 공민왕 때 홍건적이 침입하자 경성(京城) 수복에 공을 세워 1등공신이 되었다. 판전객시사(判典客寺事)가 되었다가 전공판서(典工判書)로 옮겼으며, 규의선력공신(揆義宣力功臣)의 호를 하사받았다. 전공판서로서 서북면도순문사가 되어 덕흥군(德興君)의 군대를 격퇴한 공으로 추성규의선력공신(推誠揆義宣力功臣)의 호를 더하여 하사받았으며 동지밀직사사(同知密直司事)에 이르렀다. 1365년 밀직사·지도첨의상원수(知都僉議上元帥)가 되고 이듬해에는 첨의평리(僉議評理), 지문하성사(知門下省事)가 되었으며, 이어 서북면상원수 겸 평양윤이 되었다. 벼슬은 문하시중 찬성사(門下侍中贊成事) 겸 평장사(平章事)에 이르렀다. 외손자는 조선 세종 때 집현전 부제학 최만리(崔萬理)이다.

- 지용기(池湧奇, 1330년 ~ 1392년) : 17세손. 공민왕 때 삼사우윤에 이르고, 우왕 때에 예의판서가 되었으며, 밀직부사(密直副使)·동지밀직사사(同知密直司事)로 승진해 수성분의공신(輸誠奮義功臣)의 호를 받았다. 1378년(우왕 4) 전라도도순문사가 되어 장흥부에 침입한 왜구를 격파하였다. 1381년에 지밀직사사로서 전라도원수(全羅道元帥)가 되었고, 1382년 양광·전라도·경상도 조전원수(楊廣全羅慶尙道助戰元帥)로 기용되어 왜구를 격퇴하였다. 1384년에 문하평리(門下評理)로 전라도도원수가 되었고, 이어 전라도도순문사로 다시 왜를 쳤다. 1388년에는 요동(遼東)정벌에 안주도부원수로 참가했다가 우군도통사 이성계의 편을 들어 위화도에서 회군을 하는 데 큰 공을 세웠다. 1389년(공양왕 1)에는 이성계와 함께 공양왕을 세운 공으로 문하찬성사에 발탁되었으며, 중흥공신녹권(中興功臣錄券)을 받고 충의군(忠義君)에 봉해졌다. 그 뒤 판삼사사(判三司事)에 올랐으나 처의 재종 왕익부(王益富)의 역모사건에 연루되어 유배되었다.

- 지유용(池有容, 1363년 ~ 1437년) : 18세손. 지용기의 아들. 1426년(세종 8) 지영강현사(知永康縣事), 영강진첨절제사(永康鎭僉節制使)를 거쳐 1430년(세종 12) 우군첨총제(右軍僉摠制)로 임명되었고 1432년(세종 14) 판경성군사로 있을 때 경원을 군마로 부방(赴防)할 것과 공물의 감면을 상언하였다. 이어 종성도호부사(鍾城都護府使), 강계부사(江界府使), 판의주목사(判義州牧事) 등을 역임하였다.

- 지호(池浩, 1396년 ~ 1447년) : 지유용의 차남. 한성 소윤, 원종공신.

- 지정(池淨, ? ~ 1453년) : 우의정 정분(鄭苯)의 생질. 자는 희용(希容), 호는 우송당(友松堂). 1438년(세종 20년) 함길도 경력(經歷), 1440년 회령(會寧) 첨절제사(僉節制使) 겸 판관(判官)을 지내고, 1444년(세종 26) 삼군진무(三軍鎭撫)로서 경상도선위관에 차견(差遣)되어 왜구의 침입으로 소란된 민심을 무마시켰다. 1448년 지태안군사(知泰安郡事)로 파견되었고, 1450년(문종 즉위년)에 입조하여 특지로 판사복시사(判司僕寺事)에 발탁되었으며, 1451년 첨지중추부사가 되면서 정평도호부사(定平都護府使)를 겸직하였다. 1453년(단종 1) 충청도병마절도사가 되었으나, 계유정난이 일어나면서 수양대군(首陽大君) 일파에 의하여 안평대군(安平大君)과 반역을 도모하였다고 논죄되어 교살되었다. 이조판서에 증직되었다.

- 지계강(池繼江, 1422년 ~ 1460년) : 첨지중추원사, 상호군, 곽산군수, 증 병조참의

- 지준(池浚, 1442년 ~ 1489년) : 통훈대부 덕산현감(德山縣監)으로서 영의정 윤필상(尹弼商)의 사위이다. 딸은 영의정 신숙주의 손자인 신광윤과 혼인하였다.

- 지달하(池達河) : 지용기의 6대손. 진사로서 1465년(세조 11) 문과에 급제하여 병조정랑(兵曹正郞)이 되고, 1481년(성종 12) 이조정랑을 역임하였다. 1489년(성종 20) 한어(漢語)에 능하고, 중국과의 외교문서와 관청의 공문서에 사용된 이문(吏文)에 능하며, 또한 심행(心行)이 독실(篤實)해 타의 모범이 된다 하여 승문원관에 제수되었다. 이후 한어와 이문의 교육에 전념하였고, 정3품 판교(判校)에 이르렀다.

- 지성해(池成海, 1565년 ~ 1635년) : 자는 중심(仲深). 아버지는 내금장(內禁將) 지이정(以貞). 임진왜란 당시 이인서(李麟瑞)와 더불어 의병을 모아 활동하였다. 1615년(광해군 7) 생원이 되었으며 1617년 생원의 대표로 진사 김이일(金以一) 등과 함께 인목대비 폐비 문제를 공론에 따라 처리하여 대의를 밝히라는 상소를 올렸다. 1618년(광해군 10) 문과에 급제하여 강령현감을 지냈다. 사후 통훈대부(通訓大夫)로 증직되었다.[8]

- 지덕해(池德海 , 1583년 ∼ 1641년) : 지준(池浚)의 현손이며, 고조모는 영의정 윤필상의 딸이다. 자는 수오(受吾), 호는 뇌봉(雷峯). 1624년(인조 2) 문과에 급제하여 정언(正言), 장령(掌令), 영해부사(寧海府使)를 역임하고, 승정원 도승지(承政院都承旨)로 추증되었다. 병자호란이 일어나자 충청좌도 소모관(忠淸左道召募官)으로서 군량(軍糧)을 모집하였으며, 이듬해 의병을 일으켜 청나라에 항쟁하고자 했으나 화의가 성립되어 낙향하여 북벌론을 선창하며 제자를 양성하였다. 저서로 《뇌봉집(雷峯集)》이 있다. 그의 맑고 깨끗한 절개를 기리고자 송시열이 묘비를 찬(撰)하고 송준길이 서(書)하였다.[9]

- 지여해(池汝海, 1591년 ∼ 1636년) : 충의군(忠義君) 지용기의 8대손. 고조모는 영의정 윤필상(尹弼商)의 딸이다. 무과에 급제하여 1627년(인조 5) 정묘호란 때 영변통판으로 300여 군사를 이끌고 운산의 적을 기습, 패주시켰다. 병자호란 때 철산부사(鐵山府使)로서 남한산성에서 청나라 군사와 싸우다가 순절하여 병조참판 겸 동지의금부사에 증직되었다.[10]

- 지계최(池繼崔, ？ ∼ 1636년) : 1623년(인조 1) 서로소모별장(西路召募別將)을 지내고, 1624년(인조 2년) 이괄(李适)의 난을 진압하여 진무공신(振武功臣) 3등에 책록되었다. 1631년 희천군수(熙川郡守)를 지낸 뒤 서흥부사(瑞興府使)로 나가 선정을 하였고, 1636년 병자호란 때 전사하여 충성부원군에 추증되었다. 저서로 《표곡실기(豹谷實紀)》가 있다.

- 지천석(池天錫, 1620년 ~ ?) : 자는 대수(大受), 호는 호산(壺山), 시호는 장헌(章憲). 1648년(인조 26년) 진사시에 합격하고, 1686년(숙종 12년) 문과에 급제하여 예조정랑(禮曹正郞)과 승지(承旨)를 역임하고, 이조 참판(吏曹參判)에 추증되었다.

- 지광한(池光翰, 1659년 ∼ 1756년) : 호조좌랑(戶曹佐郞) 지석구(池錫龜)의 손자. 자는 휘보(輝甫), 호는 설악(雪嶽)‧대충와(大蟲窩). 저서로 《홍사(鴻史)》, 《기전첩록(紀傳捷錄)》, 《경제팔책(經濟八策)》, 《설악유고(雪嶽遺稿)》 등이 있다.

- 지석영(池錫永, 1855년 ~ 1935년) : 31세손. 자는 공윤(公胤), 호는 송촌(松村). 1879년 처음 종두를 실시하여 천연두를 퇴치하였다. 1880년 수신사 김홍집(金弘集)의 수행원으로 일본에 건너가 일본 위생국에서 두묘의 제조법과 독우(犢牛)의 채장법(採漿法) 등을 배우고 귀국한 뒤 우두국(牛痘局)을 설치하여 종두를 실시하고 그 방법을 가르쳤다. 1883년(고종 20년) 문과에 급제하여 형조참의, 동래부사를 지내고 1885년 《우두신설(牛痘新說)》을 저술했다. 1899년 경성의학교를 설립하여 10년간 교장으로 있었다. 1905년에는 신정국문(新訂國文) 6개조를 왕에게 상소하여 공포케 하고 학부안에 국문연구소를 설치케 하였다. 1909년 옥편의 효시인 자전석요(字典釋要)를 간행하였다.

- 지청천(池靑天, 1888년 ~ 1957년) : 32세손. 고종의 주선으로 1913년 일본 육군사관학교에 입학하여 일본군 소위로 임관하였다. 1919년 일본을 탈출하여 3.1운동에 참여하고 만주로 건너가 신흥무관학교 교성대장(敎成隊長)을 지내며 독립투사를 양성하였다. 이후 서로군정서(西路軍政署) 군대를 이끌고 대한독립군단에 편입하여 여단장이 되었다. 한국독립당 창당에 참여하였고 1940년 한국독립군 총사령관을 지냈다. 1947년 귀국하여 제헌 국회의원과 초대 무임소장관을 역임하고 제2대 국회의원, 민주국민당의 최고위원을 지냈다.

## 과거 급제자
충주 지씨는 문과 급제자 11명, 무과 급제자 85명, 사마시 36명을 배출하였다.
고려 문과
지운립(池云立)
문과
지달하(池達河) 지덕빈(池德斌) 지덕해(池德海) 지봉령(池鳳翎) 지붕현(池鵬鉉) 지석영(池錫永) 지성해(池成海) 지응룡(池應龍) 지천석(池天錫) 지흠(池欽)
무과
지간(池簡) 지경성(池慶成) 지경욱(池景郁) 지경호(池景灝) 지계봉(池繼奉) 
지관흥(池寬興) 지광득(池光得) 지광한(池光漢) 지구두쇠(池仇加金) 지귀석(池龜碩) 
지기룡(池起龍) 지기매(池其每) 지기연(池旣涓) 지기연(池旣涓) 지기춘(池起春) 
지기택(池起澤) 지끝남(池唜男) 지달룡(池達龍) 지대흥(池大興) 지덕룡(池德龍) 
지덕린(池德麟) 지덕립(池德立) 지덕립(池德立) 지덕순(池德順) 지두량(池斗量) 
지득룡(池得龍) 지득룡(池得龍) 지득명(池得溟) 지득징(池得徵) 지득형(池得珩) 
지만춘(池滿春) 지명길(池命吉) 지명일(池溟溢) 지명장(池命長) 지방(池邦) 
지복재(池福載) 지봉익(池鳳翼) 지봉일(池鳳逸) 지삼남(池三男) 지성곤(池成坤) 
지성룡(池成龍) 지성해(池成海) 지세(池世) 지수빈(池守彬) 지순남(池順男) 
지승길(池承吉) 지시동(池時東) 지악쇠(池惡金伊) 지영달(池永達) 지영쇠(池永金) 
지영춘(池英春) 지오지(池惡只) 지용운(池龍雲) 지우규(池友奎) 지우기(池友箕) 
지우룡(池遇龍) 지우룡(池雨龍) 지우룡(池雨龍) 지우성(池友星) 지우하(池友河) 
지운성(池雲成) 지운성(池雲成) 지윤해(池潤海) 지응길(池應吉) 지응립(池應立) 
지응상(池應祥) 지응원(池應元) 지의립(池儀立) 지의함(池義涵) 지이상(池而祥) 
지이함(池爾咸) 지정근(池正根) 지정희(池貞希) 지준(池俊) 지준원(池浚源) 
지짐쇠(池金) 지창만(池彰萬) 지취룡(池就龍) 지취명(池就溟) 지태형(池泰亨) 
지필창(池必昌) 지학규(池鶴逵) 지호일(池浩一) 지후발(池後發) 지후참(池後站) 
생원시
지경청(池景淸) 지경호(池京滈) 지규척(池圭尺) 지달수(池達洙) 지달해(池達海) 지덕해(池德海) 지봉유(池鳳游) 지봉익(池鳳翼) 지빈(池彬) 지석구(池錫龜) 지선림(池善臨) 지성해(池成海) 지성해(池成海) 지운제(池運濟) 지운회(池運會) 지응명(池應溟) 지응주(池應珠) 지응해(池應海) 지중구(池仲龜) 지필만(池必萬) 지필부(池必溥)
진사시
지병연(池秉衍) 지봉수(池鳳遂) 지봉휘(池鳳輝) 지석순(池錫舜) 지약수(池若洙) 지여량(池汝亮) 지여상(池汝尙) 지연(池淵) 지운호(池運浩) 지재룡(池在龍) 지정감(池淨鑑) 지천석(池天錫) 지한기(池漢紀) 지한보(池漢輔) 지호영(池鎬永)

## 조선 왕실과의 인척 관계
- 정종 후궁 성빈 지씨
- 정종 후궁 숙의 지씨
- 진안대군(조선 태조의 장남)비 삼한국대부인 충주 지씨

## 항렬자
- 대동항렬(시조로 1세)

| 36세              | 37세              | 38세              | 39세              | 40세              | 41세              | 42세              | 43세              | 44세              | 45세              | 46세              | 47세              | 48세              | 49세              | 50세     | 51세     | 52세     | 53세     | 54세     | 55세     | 56세     | 57세     | 58세     | 59세     | 60세     | 61세     | 62세     | 63세     | 64세     |
| ----------------- | ----------------- | ----------------- | ----------------- | ----------------- | ----------------- | ----------------- | ----------------- | ----------------- | ----------------- | ----------------- | ----------------- | ----------------- | ----------------- | -------- | -------- | -------- | -------- | -------- | -------- | -------- | -------- | -------- | -------- | -------- | -------- | -------- | -------- | -------- |
| 口재(載) 口대(大) | 口현(鉉) 口호(鎬) | 口구(求) 口영(永) | 口근(根) 口식(植) | 口환(煥) 口묵(默) | 口배(培) 口철(喆) | 口선(善) 口홍(弘) | 口태(泰) 口당(唐) | 口수(秀) 口신(辛) | 口렬(烈) 口정(廷) | 口균(均) 口규(揆) | 口상(商) 口승(承) | 口한(漢) 口관(寬) | 口택(澤) 口연(淵) | 口희(熙) | 口세(世) | 口석(錫) | 口순(淳) | 口영(榮) | 口찬(燦) | 口기(基) | 口재(宰) | 口승(承) | 口주(柱) | 口헌(憲) | 口혁(赫) | 口호(鎬) | 口준(濬) | 口표(杓) |

## 집성촌
- 충청북도 청주시 남일면 은행리
- 충청북도 괴산군 불정면 창산리
- 충청남도 아산시 인주면 금성리
- 충청남도 부여군 초촌면 초평리
- 강원특별자치도 홍천군 화촌면 군업리
- 경기도 양주시 장흥면 부곡리
- 전북특별자치도 부안군 동진면 본덕리
- 전라남도 고흥군 봉래면 외초리
- 전라남도 여수시 율촌면 가장리
- 전라남도 완도군 청산면 청계리
- 평안북도 정주시
- 전라남도 완도군 생일면 유서리
- 전라남도 함평
- 강원도 영월군 판운리(장충동)

## 문화재
- 지여해 충신각
- 병천사(秉天祠)

## 인구
- 2000년 118,211명
- 2015년 148,144명